# قيس زيادين
 قيس خليل يعقوب زيادين (مواليد 1984 م) هو سياسي أردني، شغل منصب عضو برلمان في مجلس الأمة الأردني، وانتُخب عام 2016 على قائمة معًا [الإنجليزية]. حاصل على بكالوريوس في القانون من المملكة المتحدة.